# Toros y escultura

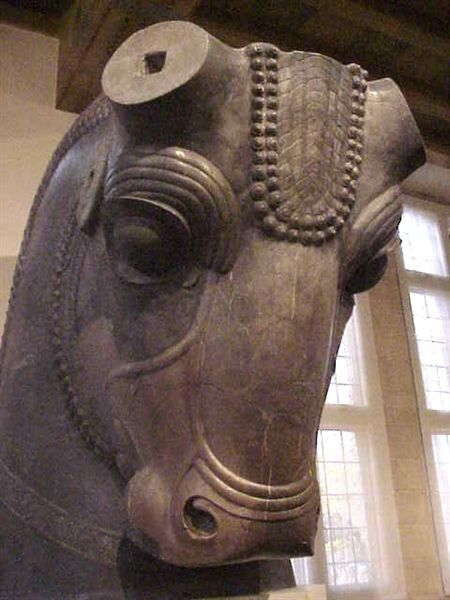
Imagen de la escultura de toro colosal del periodo Aqueménida.

Este artículo sobre toros y la escultura hace referencia a diversas esculturas de distintas civilizaciones que han representado a toros y a actividades asociadas a los mismos, tanto sea como símbolos mitológicos o religiosos, o como parte de los animales vinculados al quehacer de hombre en las actividades del campo o en fiestas taurinas. Entre los materiales utilizados en las esculturas se cuentan el bronce, el mármol, el hierro y la madera.
En lo que respecta al toreo existen importantes obras escultóricas en: el Museo Nacional Centro de Arte Reina Sofía, el Museo Taurino de Madrid, el Museo de Bellas Artes de Córdoba, la Maestranza de Sevilla o el principado de Asturias. Se destaca la colección de pequeñas figuras sobre toros y el arte de torear en el Museo Nacional de Escultura.

## Obras sobre el arte de torear

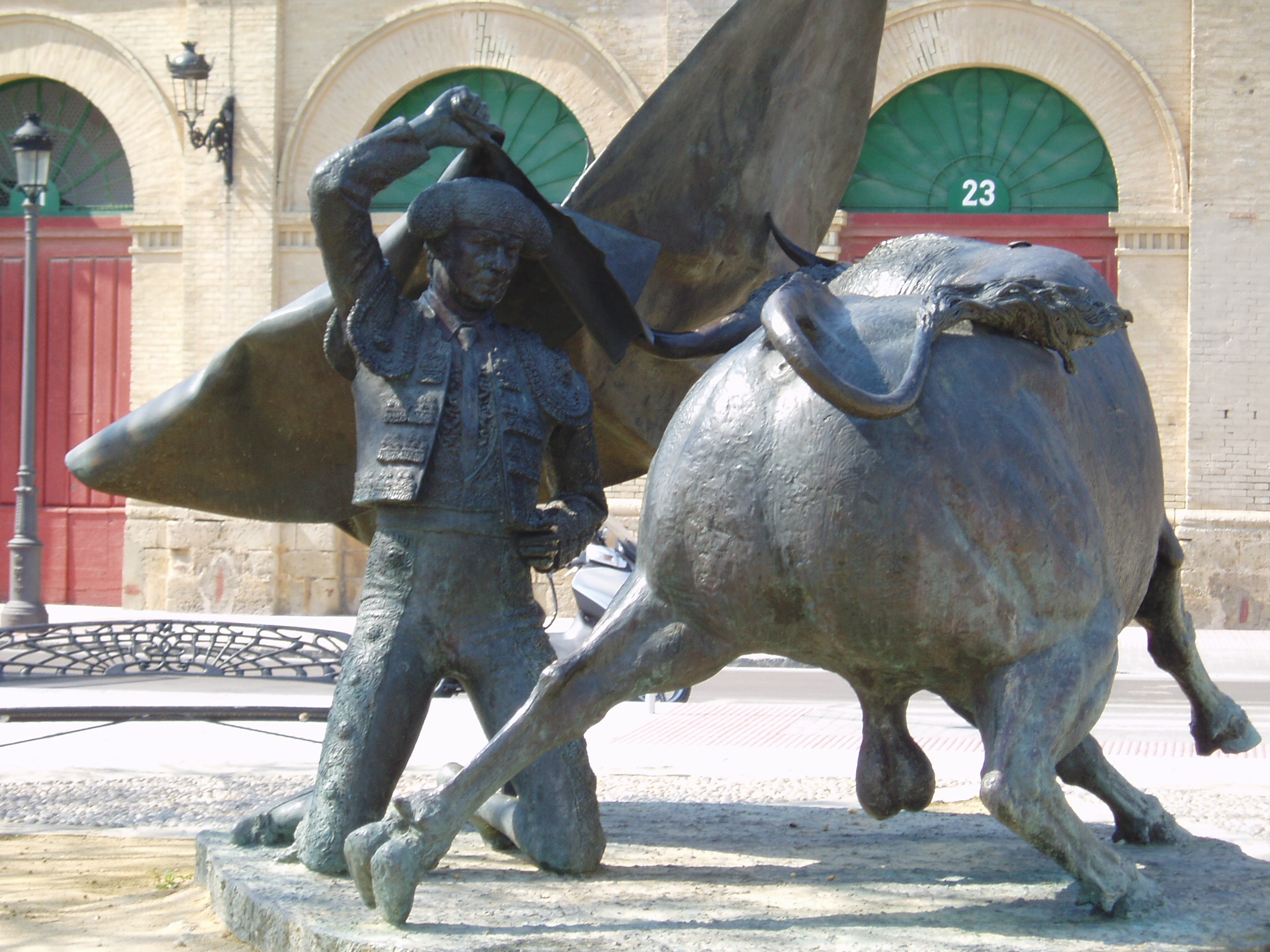
Estatua del torero Paquirri, haciendo una cambiada a Porta gayola, junto a la plaza de toros de El Puerto de Santa María.

Entre las obras de toreros toreando se destaca la estatua en bronce (1991), obra de Manuel de la Fuente, del torero Paquirri, haciendo una cambiada a porta-gayola, ante un toro que embiste con fiereza, que se encuentra expuesta junto a la plaza de toros de El Puerto de Santa María.
También es interesante la serie de cuatro estatuas de toreros emplazadas en la periferia de la Plaza de Toros de Aguascalientes, México. Se cuentan la estatua de Miguel Espinoza "Armillita Chico" realizando su faena, la estatua de Rafael Rodríguez El Volcán de Aguascalientes realizando una verónica, la estatua de Alfonso Ramírez “Calesero” realizando el quite de su invención “La Caleserina”.
Existe una estatua del torero Miguelín, ubicada próxima a la Plaza de Toros de Algeciras, España.

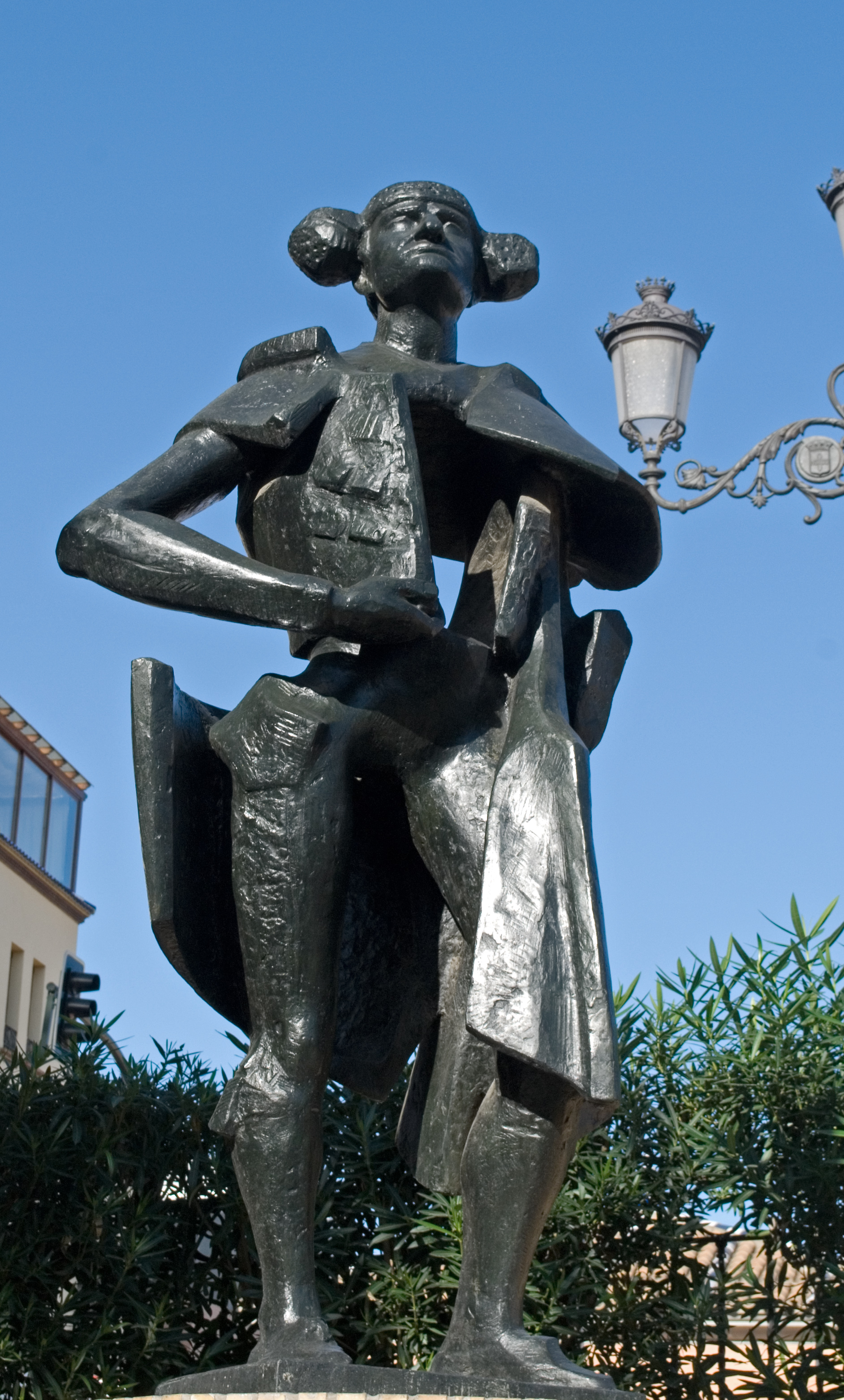
El torero Belmonte junto al Puente de Triana, en Sevilla, obra de Venancio Blanco, del año 1972.

## Esculturas famosas de toros

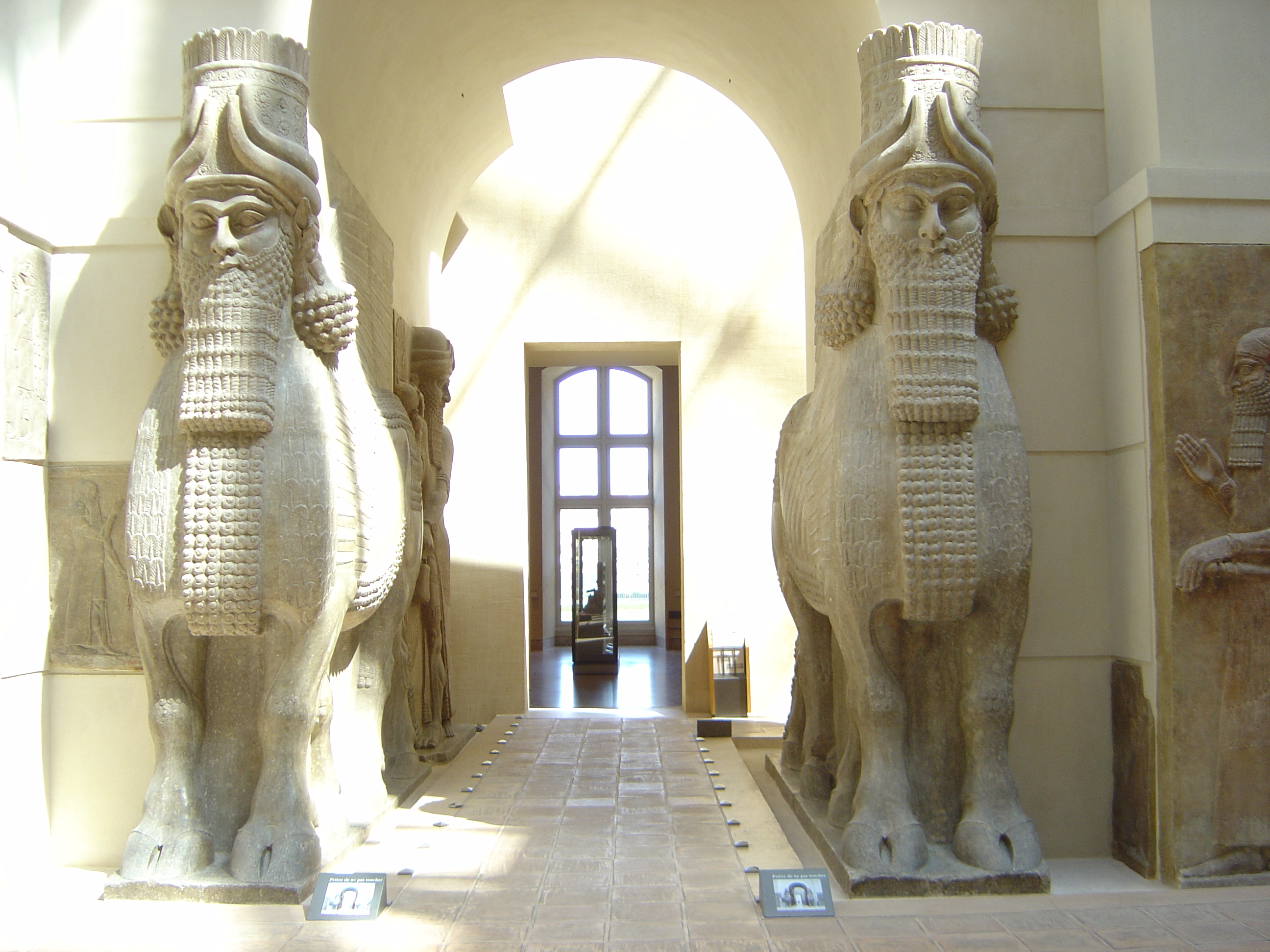
Escultura de Lammasu en una de las puertas de Dur Sharrukin, museo del Louvre.

- Toro de Wall Street: escultura de 3200 kg de bronce creada por Arturo Di Modica situada cerca de Wall Street en la ciudad de Nueva York. Representa a un toro, el símbolo del optimismo, agresividad y prosperidad financiera; flexionado en sus patas delanteras y con la cabeza ligeramente agachada como si estuviese a punto de embestir.
- Toro ibérico de Sagunto (Valencia):  escultura de caliza dolomítica, del período ibérico antiguo, en la que el bóvido aparece en posición frontal sentado sobre un plinto.
- Toro de Ronda: escultura ibero - romana del Siglo I a. C., de piedra caliza tallada a escuadra. Realizada con estética ibera, pero con temática romana, representa un torito en pie sobre un pedestal, con un remarque exagerado tanto de los ojos como de los pliegues del cuello. Las patas son exageradamente robustas para dar estabilidad a la escultura. Sobre el lomo del toro hay una cinta con flecos que ha sido interpretada como un dorsuale romano, es decir, un ornamento con el que se consagraban los animales que iban a ser sacrificados a una divinidad.[3]
- Toro de Osuna: escultura en roca de finales del siglo V a. C. esculpida por el pueblo turdetano. Este altorrelieve muestra un toro echado labrado en un sillar, que formaba parte de un monumento funerario, en el cual tendría función protectora.
- Toro Farnesio
- Mitra matando al toro: escultura de mármol tallada en época del Imperio romano (siglo II) que representa la escena principal del culto del mitraísmo, la tauroctonía.
- Saltador de toro cretense: es un grupo de bronce de un toro y un saltador de toro.[4] Aunque saltar sobre un toro es algo que ocurría en Creta en esta época, el salto representado es prácticamente imposible de ejecutar y se ha especulado por lo tanto sobre si la escultura podría ser una representación exagerada.[5][4]
- Toro de Segura de Toro
- Cabeza de toro colosal del Palacio de las Cien Columnas
- Verraco de piedra
- Lammasu: esculturas varias de la mitología mesopotámica, de una divinidad protectora, un ser híbrido legendario, principalmente de la mitología asiria, que posee cuerpo de toro o león, alas de águila y cabeza de hombre.[6]

- Toro en el barrio de Mataderos, (Buenos Aires) del escultor francés Isodore Bonheur[7]
- El monumento al encierro en Pamplona.

Escultura en bronce, sobre un pedestal, localizada en las calles avda de Los Corrales y Emilio Cárdenas, a pocas cuadras del Mercado Nacional de Hacienda y el estadio del club Nueva Chicago, simboliza la impronta barrial y su relación con el matadero de reses bovinas, la faena cárnica y las actividades agropecuarias.